# Christian Bordeleau
Christian Gerrard „Chris“ Bordeleau (* 23. September 1947 in Noranda, Québec) ist ein ehemaliger kanadischer Eishockeyspieler, der im Verlauf seiner aktiven Karriere zwischen 1963 und 1980 unter anderem 224 Spiele für die Canadiens de Montréal, St. Louis Blues und Chicago Black Hawks in der National Hockey League (NHL) sowie 466 weitere Partien für die Winnipeg Jets und Nordiques de Québec in der World Hockey Association (WHA) auf der Position des Centers bestritten hat. Bordeleau gehört zu den wenigen Spielern, die im Verlauf ihrer Karriere sowohl den Stanley Cup der NHL als auch die Avco World Trophy der WHA gewinnen konnten.

## Karriere
Bordeleau verbrachte seine Juniorenzeit zwischen 1963 und 1967 bei den Canadien junior de Montréal, die zu dieser Zeit in der Ontario Hockey Association (OHA) spielten. Die Junior Canadiens fungierten dabei als Nachwuchsteam der Canadiens de Montréal aus der National Hockey League (NHL), womit die Transferrechte des Nachwuchsstürmers bei den Canadiens lagen. Binnen der vier Jahre im Nachwuchskader absolvierte Bordeleau 175 Spiele, in denen er sich mit 181 Scorerpunkten nachhaltig für eine Profikarriere empfahl. Aufgrund von Verletzungen verpasste er jedoch Teile der Spielzeiten 1965/66 und 1966/67.
Zur Saison 1967/68 wechselte der 20-Jährige – wie zu diesem Zeitpunkt üblich – in den Profibereich. Es gelang ihm jedoch nicht, sich einen Platz im qualitativ hochwertig besetzten Kader der Canadiens de Montréal zu erarbeiten, wodurch er die ersten beiden Jahre seiner Profikarriere beim Farmteam Houston Apollos in der Central Hockey League (CHL) verbrachte. Erst zum Ende der Spielzeit 1968/69 debütierte der Angreifer für die Canadiens in der NHL. Insgesamt absolvierte er 19 Partien für das Franchise, davon sechs in den Stanley-Cup-Playoffs 1969. An deren Ende gewann Bordeleau mit dem Team den Stanley Cup. In der Folgesaison zählte der kleingewachsene Bordeleau zum erweiterten Kader der Canadiens und bestritt 48 Spiele. Dennoch plante das Management Montréals nicht längerfristig mit ihm und so verkauften ihn die Canadiens im Mai 1970 an den Ligakonkurrenten St. Louis Blues.
In St. Louis konnte sich der Franko-Kanadier endlich als Stammspieler in der NHL etablieren. Er stand in 78 Spielen auf dem Eis und punktete dabei 53-mal. Nachdem er in der Saison 1971/72 nicht an die im Vorjahr gezeigten Leistungen anknüpfen konnte, wurde er im Februar 1972 im Tausch für Danny O’Shea zu den Chicago Black Hawks transferiert. In Chicago spielte Bordeleau kurzzeitig mit seinem jüngeren Bruder Jean-Pierre zusammen, ehe er das Team nach lediglich 33 Spielen im Sommer 1972 verließ und in die neu gegründete und als Konkurrenzliga zur NHL aufgebaute World Hockey Association (WHA) wechselte. Chicago transferierte ihn währenddessen in der NHL im September 1972 zu den St. Louis Blues zurück, die dafür John Garrett abgaben.
In der WHA ging Bordeleau mit Beginn der Saison 1972/73 für die Winnipeg Jets auf Torejagd. Diese hatten den Los Angeles Sharks seine WHA-Transferrechte im August 1972 abgekauft, nachdem Los Angeles selbst die Rechte im Rahmen des im Februar 1972 abgehaltenen WHA General Player Draft erhalten hatte. Gleich in seiner ersten Saison stellte der Offensivspieler seine Qualitäten unter Beweis und platzierte sich mit 101 Scorerpunkten unter den zehn besten Punktesammlern der Saison. Zudem erreichte er mit Winnipeg in den Playoffs die Finalserie um die Avco World Trophy, die sie allerdings gegen die New England Whalers mit 1:4 verloren. Nach einem weiteren Jahr bei den Jets wurde Bordeleau im Dezember 1975 im Tausch für Alain Beaulé zu den Nordiques de Québec transferiert, wo er in der Folge die erfolgreichste Zeit seiner Karriere verbrachte. Ab 1976 spielte er dort gemeinsam mit seinem Bruder Paulin und übertraf in den Spielzeiten 1975/76 und 1976/77 abermals die Marke von 100 Scorerpunkten. Sowohl er als auch sein Bruder waren maßgeblich am Gewinn der Avco World Trophy im Jahr 1977 beteiligt, womit Bordeleau zu den wenigen Spielern gehört, die in ihrer Karriere sowohl den Stanley Cup als auch die Avco World Trophy gewinnen konnten. Schließlich spielte er bis zur Auflösung der WHA am Ende der Spielzeit 1978/79 in der franko-kanadischen Metropole.
Durch die Auflösung der WHA und die Aufnahme der Nordiques de Québec als eines von vier Franchises in die NHL zur Saison 1979/80 kam es im Vorfeld des NHL Expansion Draft 1979 zu einem Interessenkonflikt zwischen den Nordiques und den St. Louis Blues, die Bordeleaus NHL-Transferrechte bereits seit September 1972 wieder besaßen. Die Blues beriefen sich auf ihr Vorrecht und forderten die Dienste des Kanadiers ein, womit dieser in der Spielzeit 1979/80 wieder der Organisation der St. Louis Blues angehörte. Nachdem er bereits im Vorjahr verletzungsbedingt nur 16 Spiele für Québec absolviert hatte, beendete er im Verlauf der Spielzeit nach elf Spielen für St. Louis’ Farmteam Salt Lake Golden Eagles in der CHL im Alter von 33 Jahren aufgrund anhaltender Verletzungsprobleme seine Karriere als Aktiver. Im Jahr 2012 wurde er in die WHA Hall of Fame aufgenommen.

## Erfolge und Auszeichnungen
- 1969 Stanley-Cup-Gewinn mit den Canadiens de Montréal
- 1973 Teilnahme am WHA All-Star Game
- 1977 Avco-World-Trophy-Gewinn mit den Nordiques de Québec
- 2012 Aufnahme in die WHA Hall of Fame

## Karrierestatistik
(Legende zur Spielerstatistik: Sp oder GP = absolvierte Spiele; T oder G = erzielte Tore; V oder A = erzielte Assists; Pkt oder Pts = erzielte Scorerpunkte; SM oder PIM = erhaltene Strafminuten; +/− = Plus/Minus-Bilanz; PP = erzielte Überzahltore; SH = erzielte Unterzahltore; GW = erzielte Siegtore; 1 Play-downs/Relegation; Kursiv: Statistik nicht vollständig)

## Familie
Bordeleaus jüngere Brüder, Jean-Pierre und Paulin, waren ebenfalls professionelle Eishockeyspieler. Jean-Pierre verbrachte seine gesamte Karriere zwischen 1970 und 1980 in Diensten der Chicago Black Hawks in der National Hockey League (NHL), wo er in der Saison 1971/72 gemeinsam mit seinem Bruder Christian drei Spiele bestritt. Insgesamt absolvierte er über 550 NHL-Spiele. Paulin war sowohl in der NHL als auch WHA aktiv. Gemeinsam mit Christian spielte er zwischen 1976 und 1979 bei den Nordiques de Québec. Dort gewannen sie 1977 zusammen die Avco World Trophy. In der NHL lief er zuvor über 180-mal für die Vancouver Canucks auf, während er in der WHA über 260-mal auf dem Eis stand. Später war er viele Jahre in Frankreich aktiv, mit deren Nationalmannschaft er an den Olympischen Winterspielen 1988 im kanadischen Calgary teilnahm.
Christian Bordeleaus Neffen und Söhne Paulins, Sébastien und Paulin junior, schafften ebenfalls den Sprung ins professionelle Eishockey. Während Sébastien auf über 250 NHL-Spiele kam, war sein jüngerer Bruder nur kurzzeitig als Profi in der französischen Ligue Magnus aktiv.